# Elsbeth Rinke
Elsbeth Rinke (* 21. Oktober 1879 in Sprottau; † 1960) war eine deutsche Unternehmerin. In ihrer Firma Heimsoeth & Rinke wurde vor und während des Zweiten Weltkriegs die Chiffriermaschine Enigma produziert.

## Leben
Über ihr Leben ist nur wenig bekannt. Geboren als Sophie Conradine Elsbeth Schwarz heiratete sie im Juli 1904 den Artillerieoffizier und Oberleutnant (später Major) Eberhard Rinke.
Nach dem Unfalltod des Erfinders der Enigma, Arthur Scherbius (1878–1929), übernahm sie als Direktorin im Jahr 1934 zusammen mit Rudolf Heimsoeth (1880–1968) die Chiffriermaschinen AG in Berlin, in der die Enigma gefertigt wurde. Der Name und die Rechtsform wurden in „Chiffriermaschinen Gesellschaft Heimsoeth und Rinke oHG“ (kurz: H&R) geändert und die Entwicklung und Fertigung der Maschine wieder aufgenommen. Mit dem Ende der Schlacht um Berlin kurz vor der deutschen Kapitulation stellte ihre Firma den Betrieb ein.